# سازند سورگاه
سازند سورگاه یکی از سازندهای زمین‌شناسی زاگرس با سن کنیاسین است که بُرش الگوی آن در تنگ گراب، در پایانه شمال باختری کبیرکوه ایلام اندازه‌گیری شده است. در این محل، سازند سورگاه شامل ۱۷۵ متر شیل‌ خاکستری روشن یا تیره پیریت‌دار نرم‌فرسا در تناوب با آهک است که در میانه آن، سنگ‌آهکی به ضخامت ۳۰ متر وجود دارد. در منطقه لرستان، سازند سورگاه، سنگ پوش سنگ مخزن سَروَک را تشکیل می‌دهد.